# Rødenæs Sogn
Rødenæs Sogn (på tysk Kirchspiel Rodenäs) er et sogn i det nordlige Sydslesvig, tidligere i Viding Herred (Tønder Amt), nu Rødenæs Kommune i Nordfrislands Kreds i delstaten Slesvig-Holsten. 
I Rødenæs Sogn findes flg. stednavne:
- Borg
- Dam (Damm)
- Gammelby (Oldorf)
- Kixbøl (Kixbüll)
- Kixbølgaard
- Krumhusum (Krummhusum)
- Lieblieben
- Markhuse (Markhäuser)
- Mettenværre (Mettenwarft)
- Nyby (Neudorf)
- Nørredige (Norddeich)
- Ophusum
- Rikkelsbøl (Rickelsbüll)
- Rødenæs (også Rodenæs, tysk: Rodenäs)
- Sibbershusum
- Snedige (Schneedeich)
- Trespring (Dreisprung)
- Brunsoddekog